# Isola di Orléans
L'isola di Orléans è un'isola fluviale situata poco più a valle della città di Québec, lungo il fiume San Lorenzo, in Canada.

## Geografia
L'isola d'Orléans è situata tra lo scudo canadese a nord e i monti Appalachi a sud. La sua estremità nord-orientale segna il punto in cui viene fatto incominciare il segmento centrale dell'estuario del San Lorenzo, laddove le dolci acque fluviali iniziano a mescolarsi con quelle salate. L'isola ha una forma allungata e una linea di costa irregolare, costellata da piccole baie e punte. Presenta una lunghezza di 34 chilometri ed una larghezza massima di 5 km, un perimetro totale di 75 km ed una superficie complessiva di 190 km². La sua conformazione è collinosa, con piccole valli e creste che raggiungono un'altezza massima di circa 150 metri presso Sainte-Pétronille e Saint-Laurent, nel sud dell'isola.